# スエレン・ピント
スエレン・ピント（Suelen Pinto、1987年10月4日 - ）は、ブラジルの女子バレーボール選手。ポジションはリベロ。ブラジル代表。

## 来歴
2002年にMackenzie Esporte Clubeへ入団し、バレーボール選手としてのキャリアをスタートさせる。2005年にトルコで開催された世界ジュニア選手権で金メダルを獲得した。2012年からはシニア代表としても活動し、同年のパンアメリカンカップで銀メダルを獲得した。2013年のモントルーバレーマスターズで優勝を果たした。2016年にイタリアセリエAの強豪ベルガモに移籍した。
2017年からは代表チームの正リベロを務め、ワールドグランプリで金メダルを獲得し、2018年ネーションズリーグではベストリベロ賞を受賞した。

## 球歴
- 世界選手権 - 2018年
- グラチャン - 2017年

## 所属クラブ
- Mackenzie Esporte Clube（2002-2004年）
- Minas Tênis Clube（2004-2006年）
- Grêmio Recreativo e Esportivo Reunidas（2006-2008年）
- Minas Tênis Clube（2008-2009年）
- São Caetano Esporte Clube（2009-2010年）
- Esporte Clube Pinheiros（2010-2012年）
- Campinas Voleibol Clube（2012-2013年）
- Sesi-SP（2013-2016年）
- バレー・ベルガモ（2016-2017年）
- プライア・クルーベ（2017年-）

## 受賞歴
- 2014年 バレーボールクラブ南米選手権 ベストリベロ賞
- 2018年 ネーションズリーグ ベストリベロ賞